# Angelo Persico
Angelo Gaetano Giuseppe Persico (Torino, 2 novembre 1853 – Roma, 26 dicembre 1924) è stato un magistrato e politico italiano.
Laureato a Torino, in magistratura dal 1874, è stato consigliere della Corte d'appello e presidente del Tribunale di Firenze, consigliere della Corte di cassazione di Roma e Firenze, primo presidente della Corte d'appello di Lucca, presidente di sezione della Corte di cassazione di Roma, primo presidente della Corte d'appello di Roma, primo presidente della Corte di cassazione di Firenze.